# Trimma volcana
Trimma volcana är en fiskart som beskrevs av Richard Winterbottom 2003. Trimma volcana ingår i släktet Trimma och familjen smörbultsfiskar. Inga underarter finns listade i Catalogue of Life.